# Rubén Peña
Rubén Peña Jiménez (ur. 18 lipca 1991 w Ávili) – hiszpański piłkarz występujący na pozycji pomocnika w Villarreal CF.